# Anse-Bertrand
Anse-Bertrand (Guadeloupe-Kreolisch: Lansbétran) ist eine französische Kleinstadt mit 4232 Einwohnern (Stand 1. Januar 2022) im Übersee-Département Guadeloupe auf der Insel Grande-Terre. Die Bewohner werden Ansois genannt.

## Geografie
Die Stadt Anse-Bertrand umfasst den Nordteil der Insel Grande-Terre. Neben der vorherrschenden Steilküste gibt es im Stadtgebiet kleinere Sandstrand-Abschnitte (Plage de la Chapelle, Plage de l’Anse Laborde und Plage de la Porte d’Enfer). Das Kap Pointe de la Grande Vigie ist der nördlichste Punkt der Stadt und des gesamten Départements. Hier und östlich des Ortsteils Massioux liegen mit 84 m über dem Meer die höchsten Punkte von Anse-Bertrand. Einzige Nachbargemeinden sind Petit-Canal im Südosten und Port-Louis im Südwesten. Auf der Pointe le Souffleur befindet sich das Blowhole Le Souffleur.

## Geschichte
Früher hieß die Gemeinde Anse de Saint Bertrand. Im Jahr 1730 lebten nur noch 76 Kariben auf dem Gebiet. 1825 waren es nur noch sieben Familien. Allmählich übergaben sie das Land den Siedlern. 1790 zählte man 24 Windmühlen und 21 Zuckerfabriken.

### Bevölkerungsentwicklung
| Jahr                       | 1961 | 1967 | 1974 | 1982 | 1990 | 1999 | 2006 | 2012 | 2020 |
| Einwohner                  | 5000 | 5136 | 4653 | 4570 | 4800 | 5023 | 4751 | 5045 | 3871 |
| Quellen: Cassini und INSEE |      |      |      |      |      |      |      |      |      |

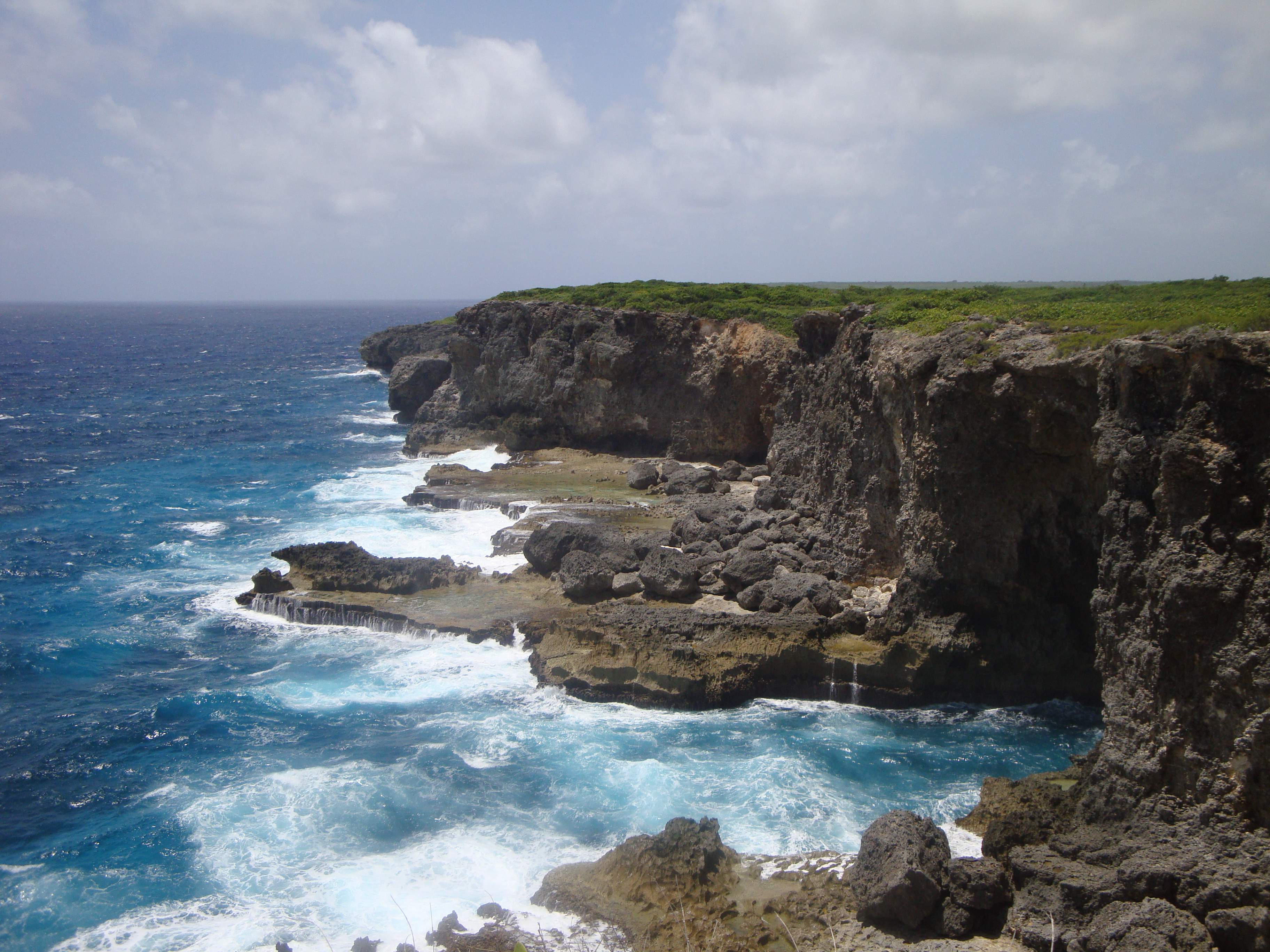
Steilküste bei Anse-Bertrand
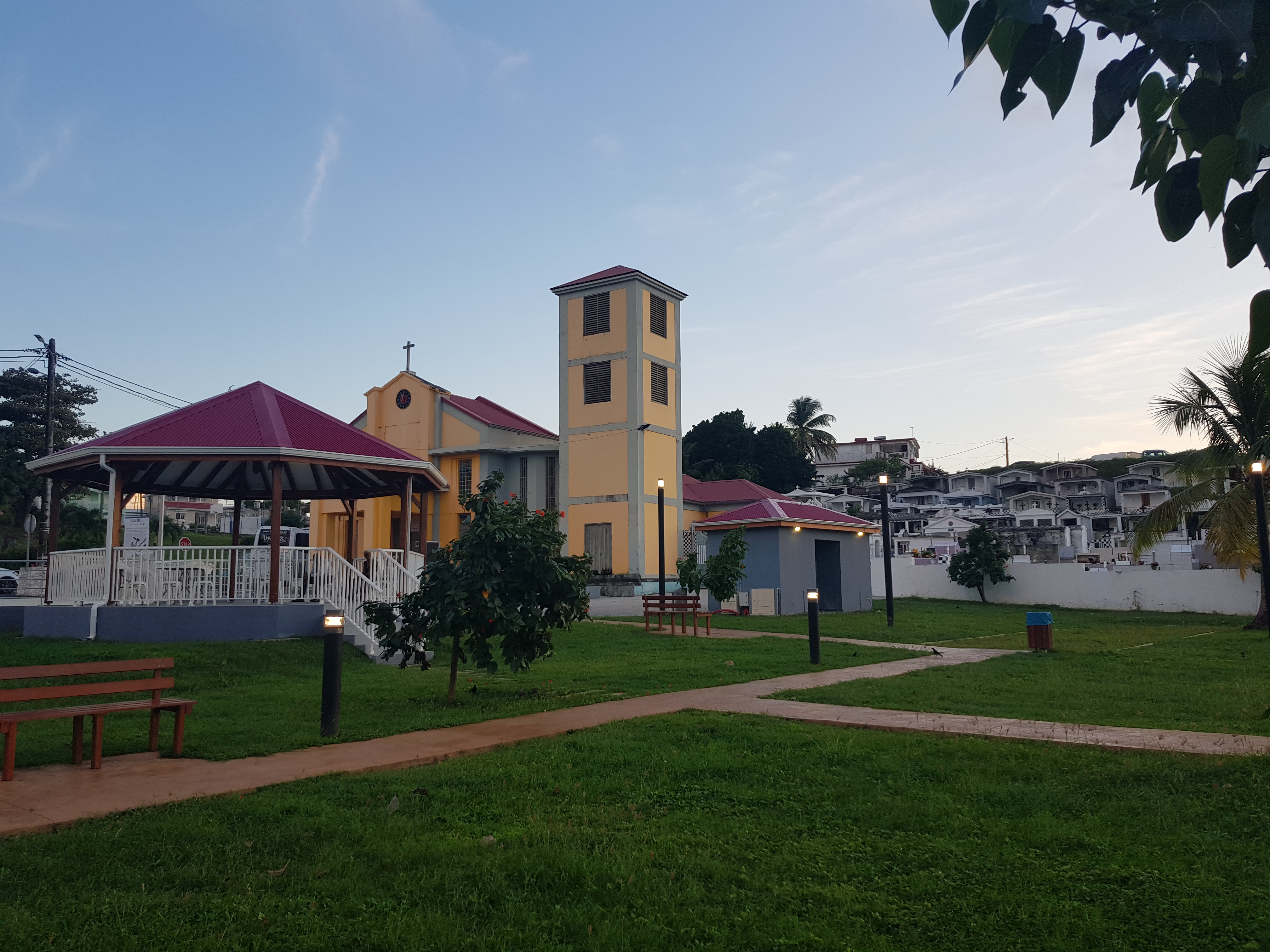
Kirche Saint-Denis
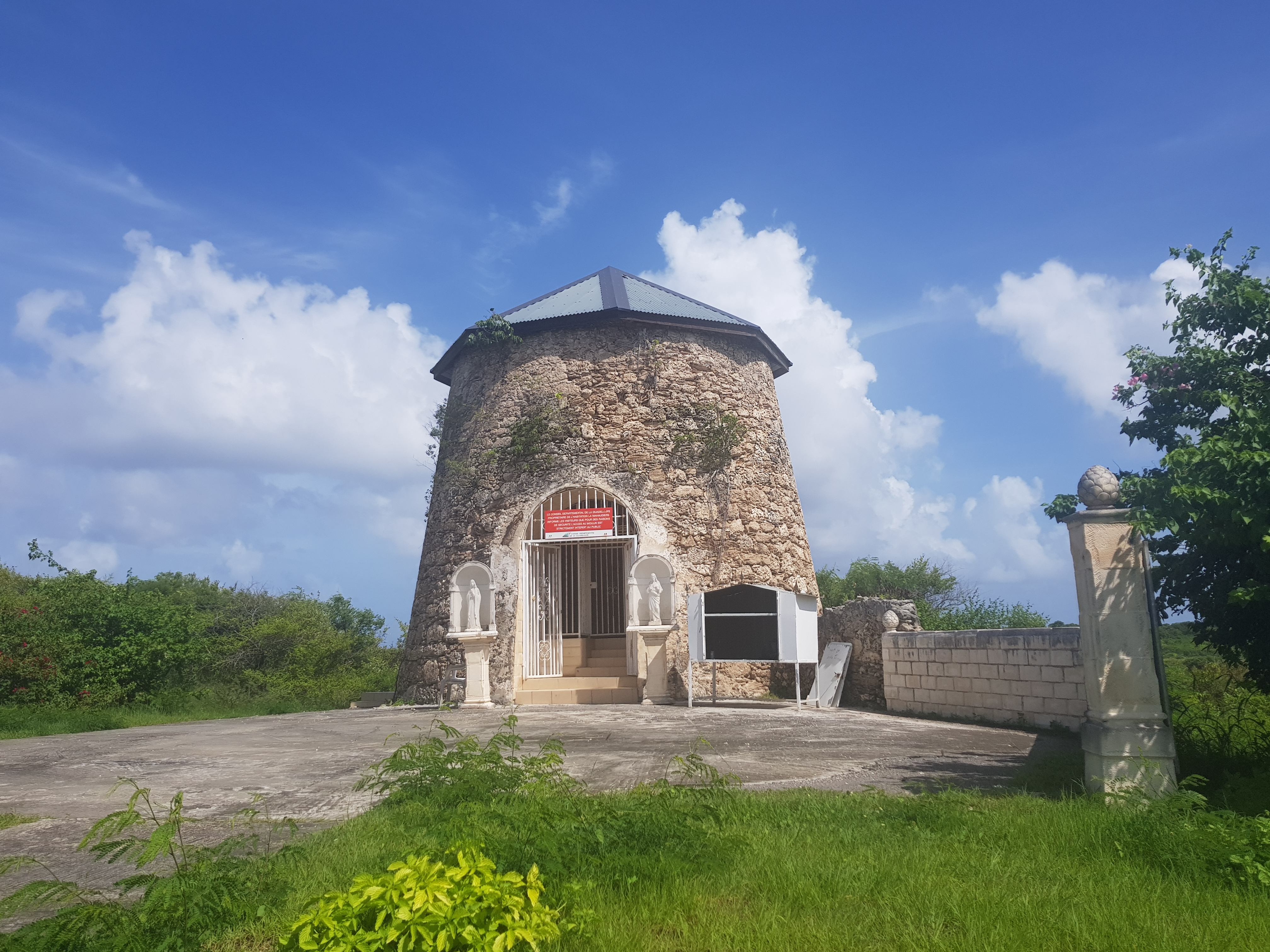
Ehemalige Windmühle
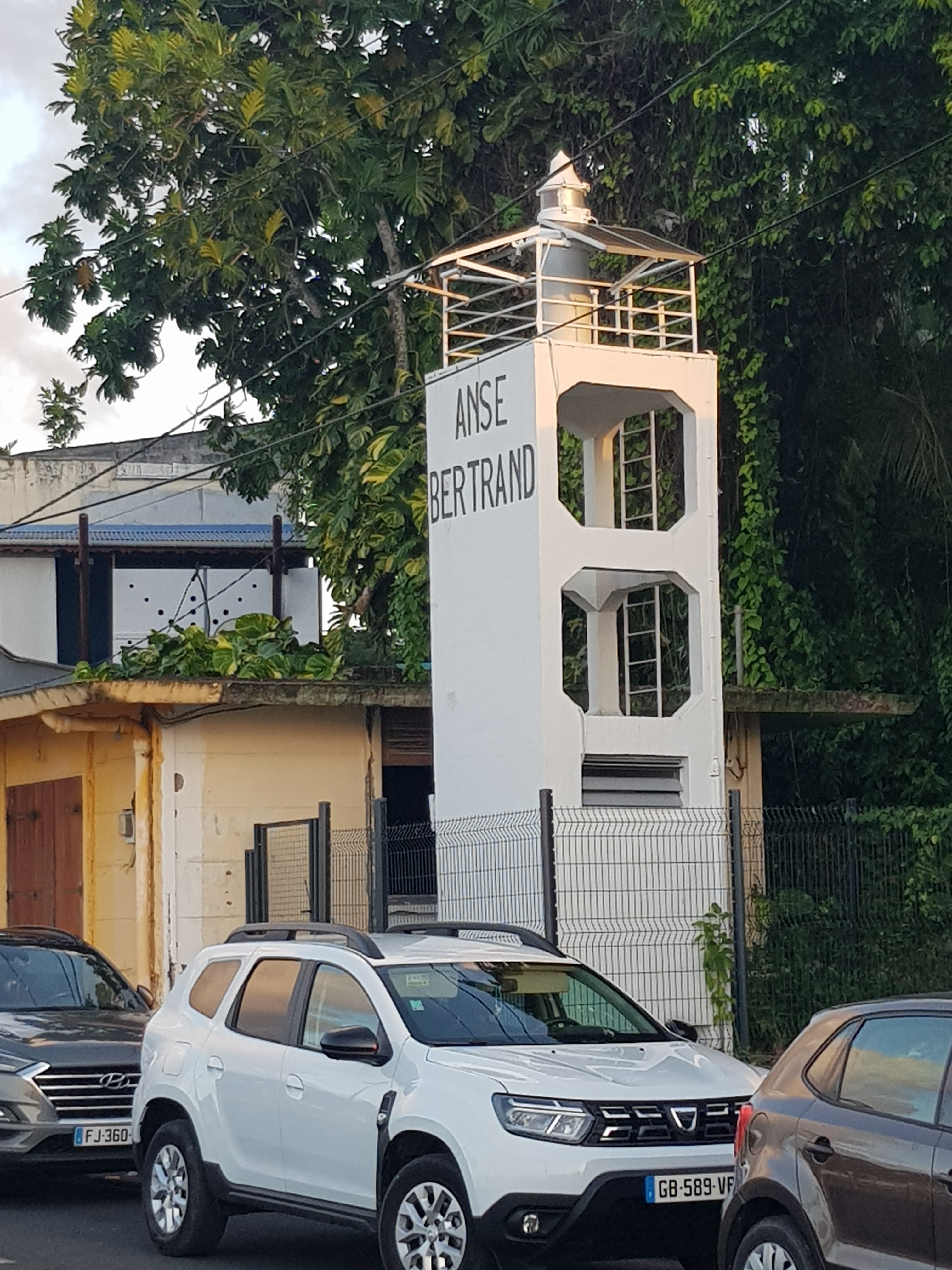
Ehemaliger Leuchtturm
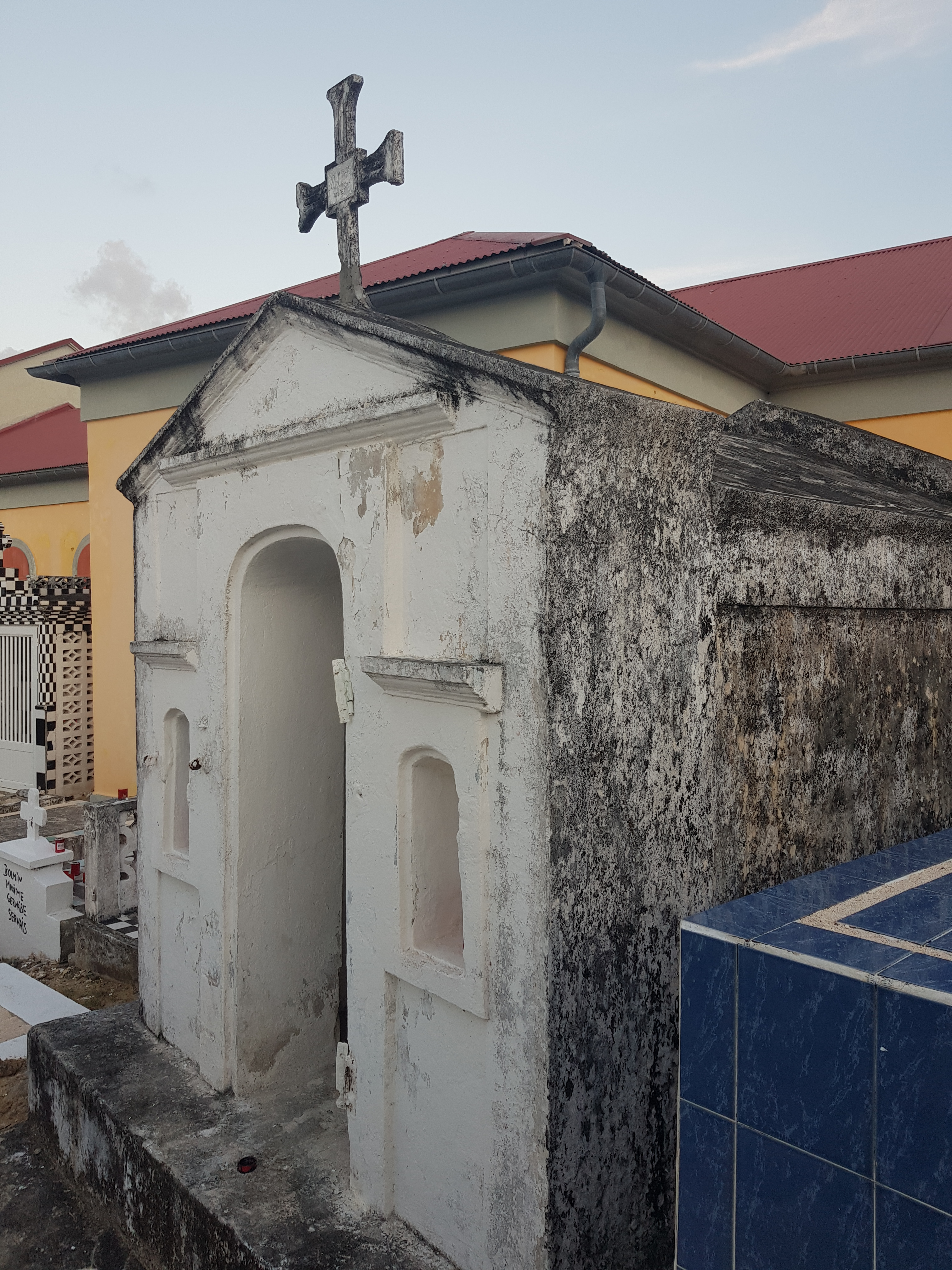
Friedhofskapelle
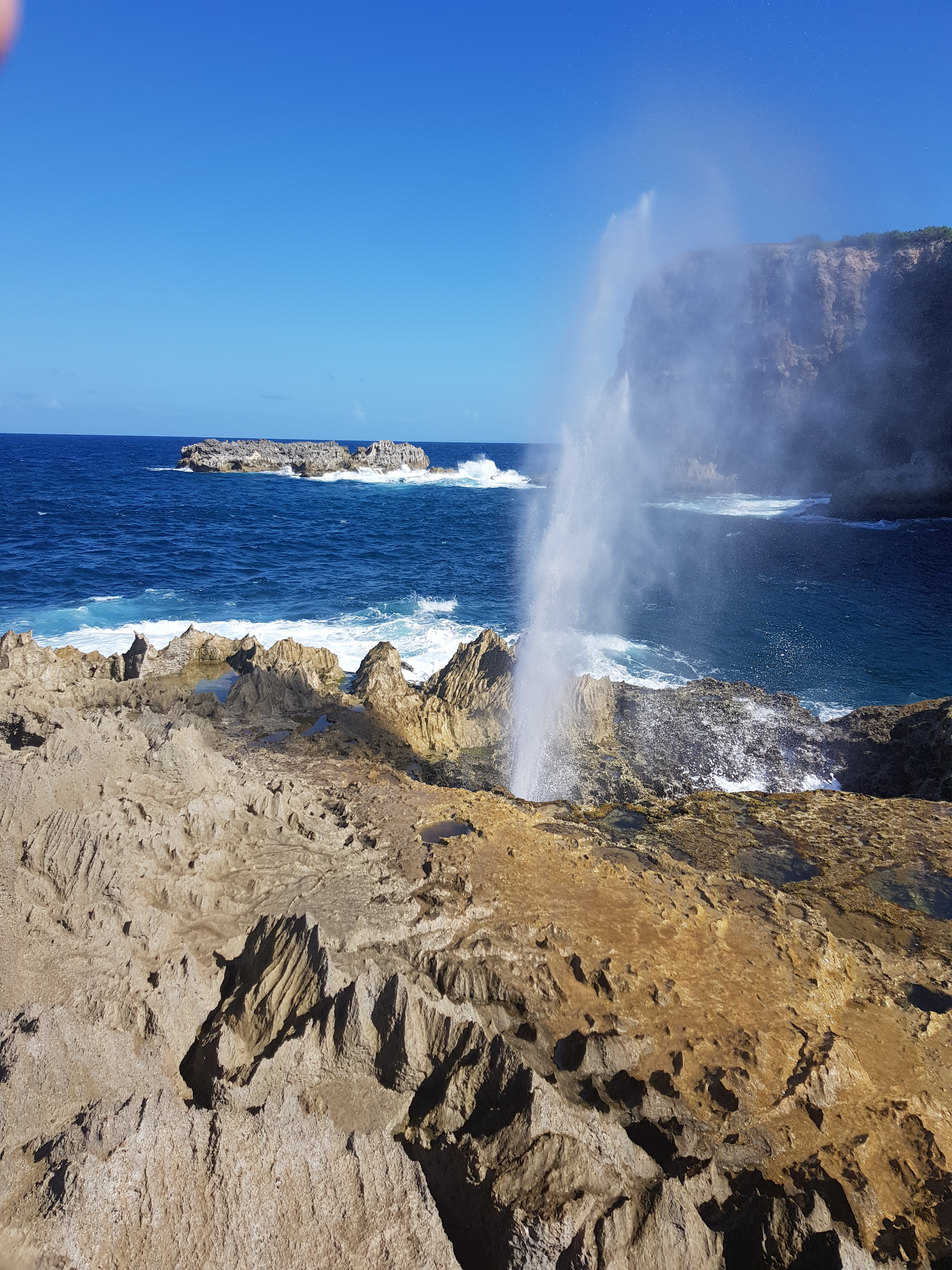
Blasloch Le Souffleur

## Wirtschaft
Die Landwirtschaft spielt die wichtigste Rolle in der Gemeinde, besonders der Anbau von Zuckerrohr. Aber auch der Tourismus spielt eine wirtschaftliche Rolle. 

## Sport
Guadeloupe gehört zu den beliebtesten Surfgebieten der Karibik. Die Wellen vor dem Friedhof von Anse-Bertrand zählen zu den konstantesten des Archipels. Am Strand La Chapelle finden nationale und internationale Surfwettbewerbe statt wie die Pan American Surfing Games, der Coupe de France oder das North Swell Festival.
In der Gemeinde befindet sich mit dem Hippodrome Saint-Jacques, entstanden auf einem ehemaligen Zuckerrohrfeld, die einzige Pferderennbahn von Guadeloupe.

## Persönlichkeiten
- Serge Nubret (1938–2011), Bodybuilder und Schauspieler